# 沙德博爾特山
76°41′S 160°28′E / 76.683°S 160.467°E
沙德博爾特山（Mount Shadbolt），是南極洲的山峰，位於維多利亞地的斯科特海岸，屬於康沃伊山脈的一部分，海拔高度2,270米，由威靈頓維多利亞大學探險隊命名，現時由南極條約體系管理。